# Robert Bovenhuis
Robert Bovenhuis (8 september 1987) is een Nederlands langebaanschaatser, marathonschaatser en wielrenner. Het schaatste vanaf 2015/2016 bij marathonploeg CRV Interfarms en in 2019/2020 bij Team easyJet.
Het seizoen 2010/2011 begint voor Bovenhuis met een vierde plaats op de 5000 meter van de NK afstanden. Hiermee plaatst hij zich voor de eerste wereldbekerwedstrijden op deze afstand. Twee dagen later wordt hij zesde op de 10.000 meter, daarmee is hij op deze afstand eerste reserve voor de wereldbeker.
Voor seizoen 2013/2014 maakte Bovenhuis de overstap van Jillert Anema naar de langebaanploeg Team Corendon onder leiding van Jan van Veen. Daarvoor schaatste hij bij Equipe Renault Eco2.
Als wielrenner rijdt hij in 2019 voor Vlasman Cycling Team.

## Persoonlijke records
| Afstand      | Tijd     | Datum           | Baan       |
| ------------ | -------- | --------------- | ---------- |
| 500 meter    | 38,74    | 18 oktober 2014 | Inzell     |
| 1000 meter   | 1.16,59  | 9 januari 2007  | Heerenveen |
| 1500 meter   | 1.50,39  | 18 oktober 2014 | Inzell     |
| 3000 meter   | 3.44,79  | 24 oktober 2020 | Heerenveen |
| 5000 meter   | 6.24,19  | 25 oktober 2013 | Heerenveen |
| 10.000 meter | 13.12,75 | 1 december 2013 | Astana     |

## Resultaten
| jaar | NK Afstanden        |
| ---- | ------------------- |
| 2011 | 4e 5000m 6e 10.000m |
| 2020 | 15e 5000m           |